# Sceliphron spirifex
Sceliphron spirifex är en biart som först beskrevs av Carl von Linné 1758.  Sceliphron spirifex ingår i släktet Sceliphron och familjen grävsteklar. Inga underarter finns listade i Catalogue of Life.

## Bildgalleri

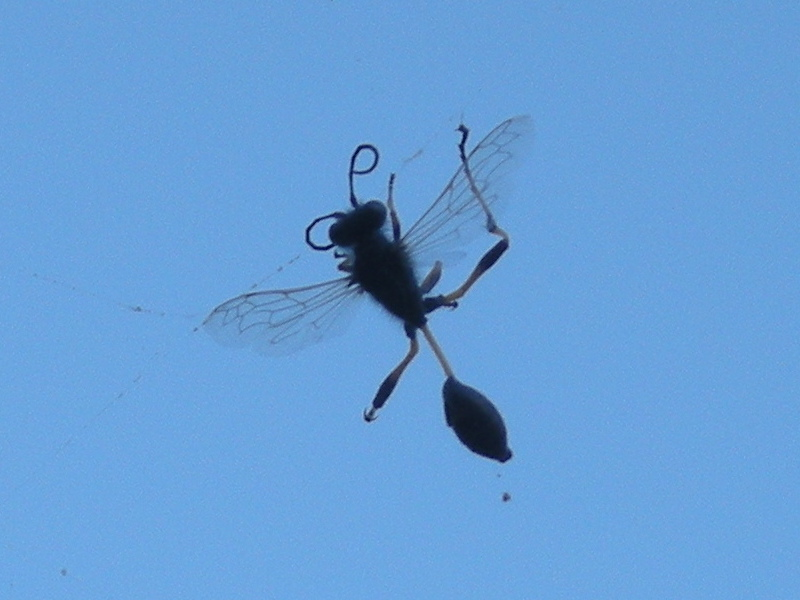
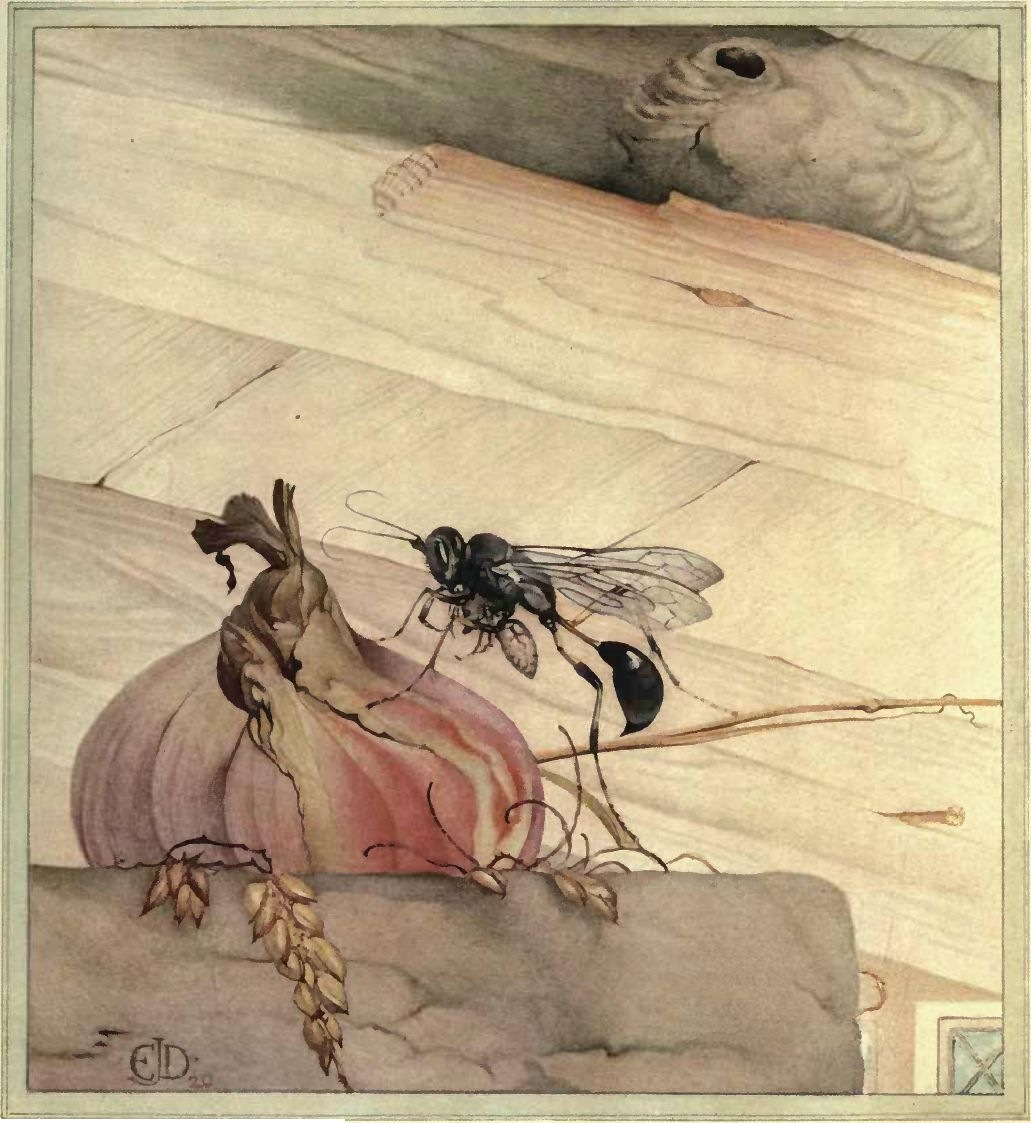
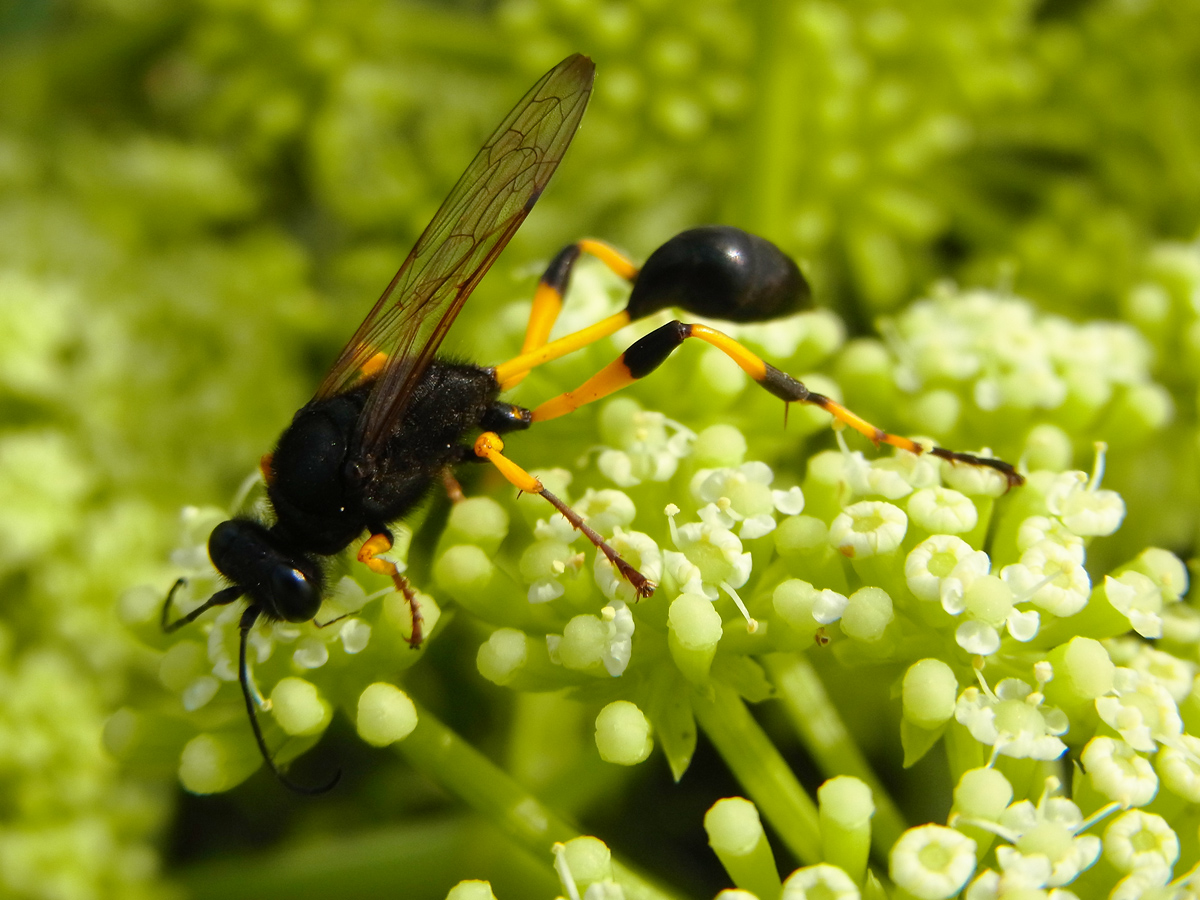
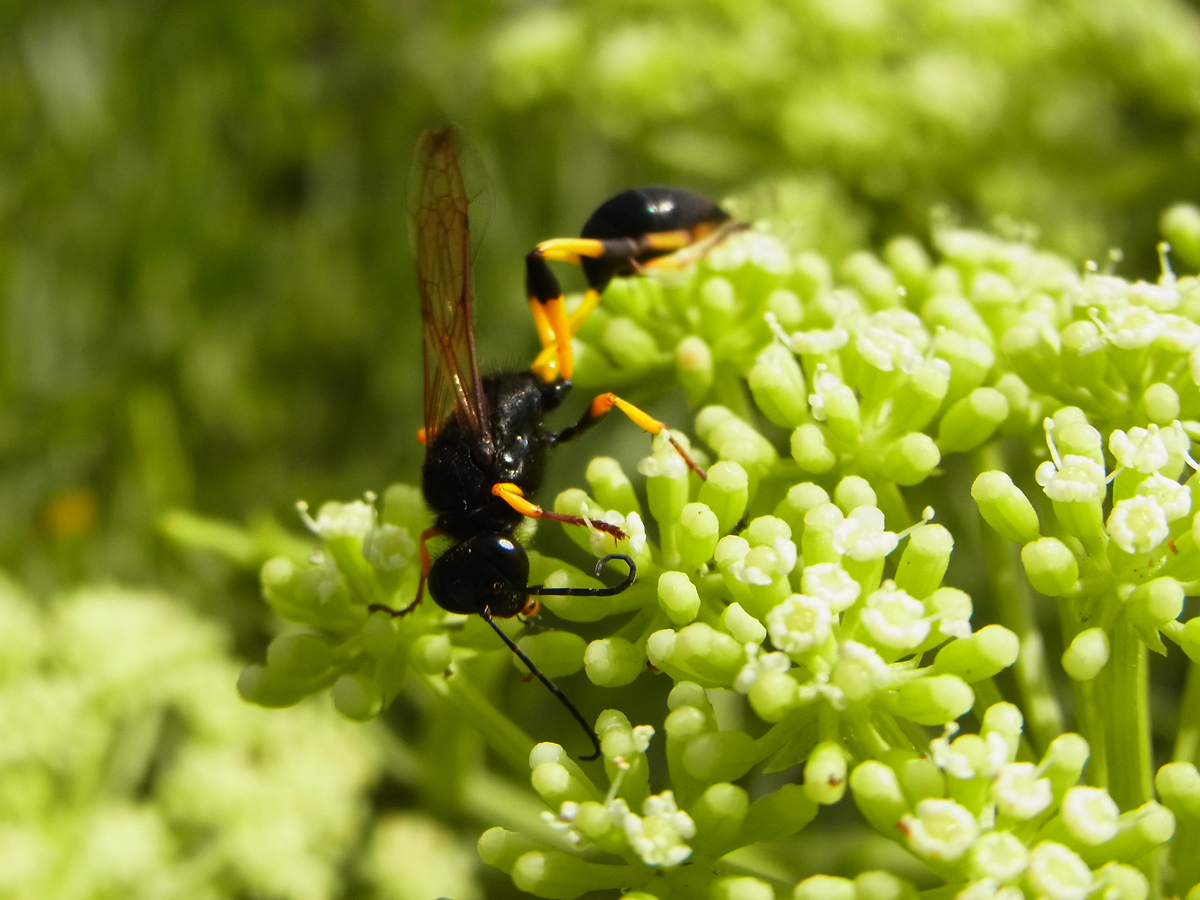
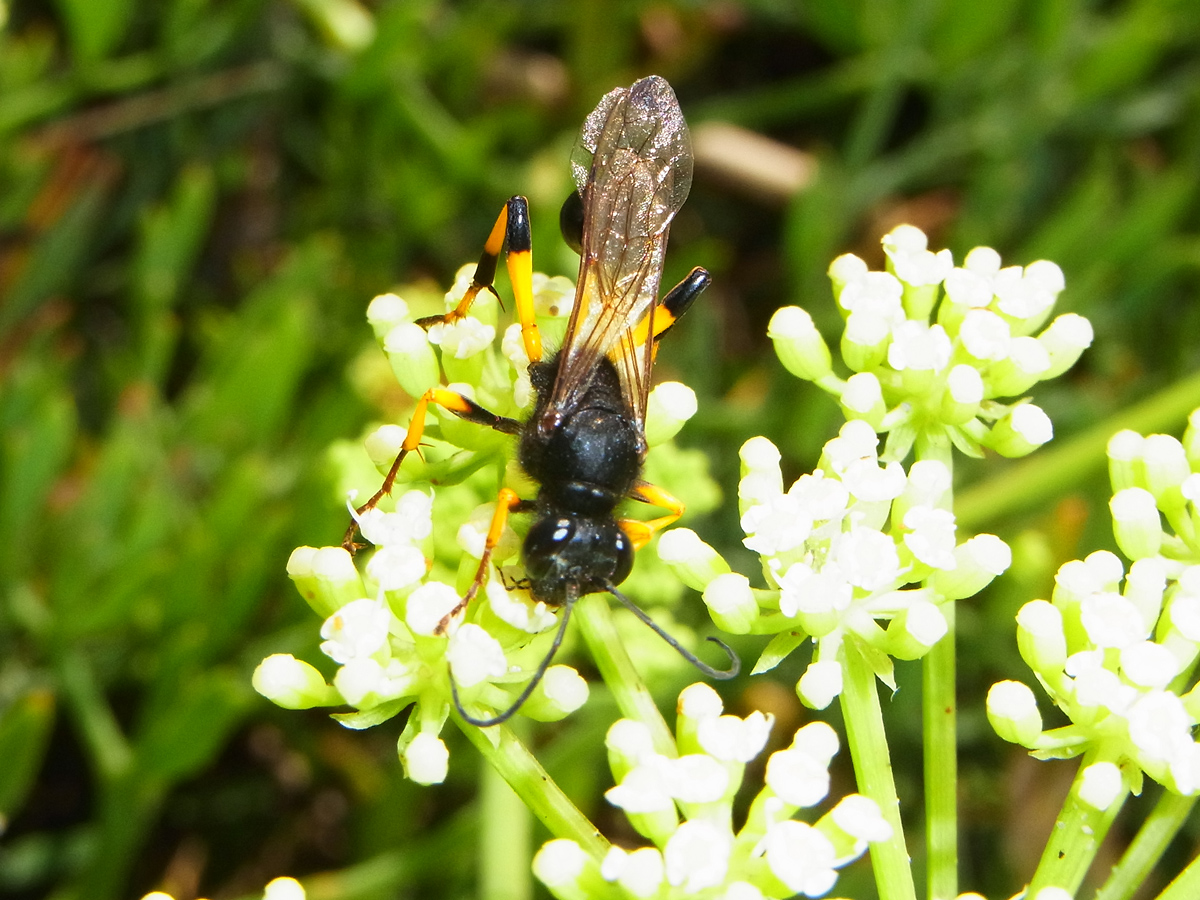
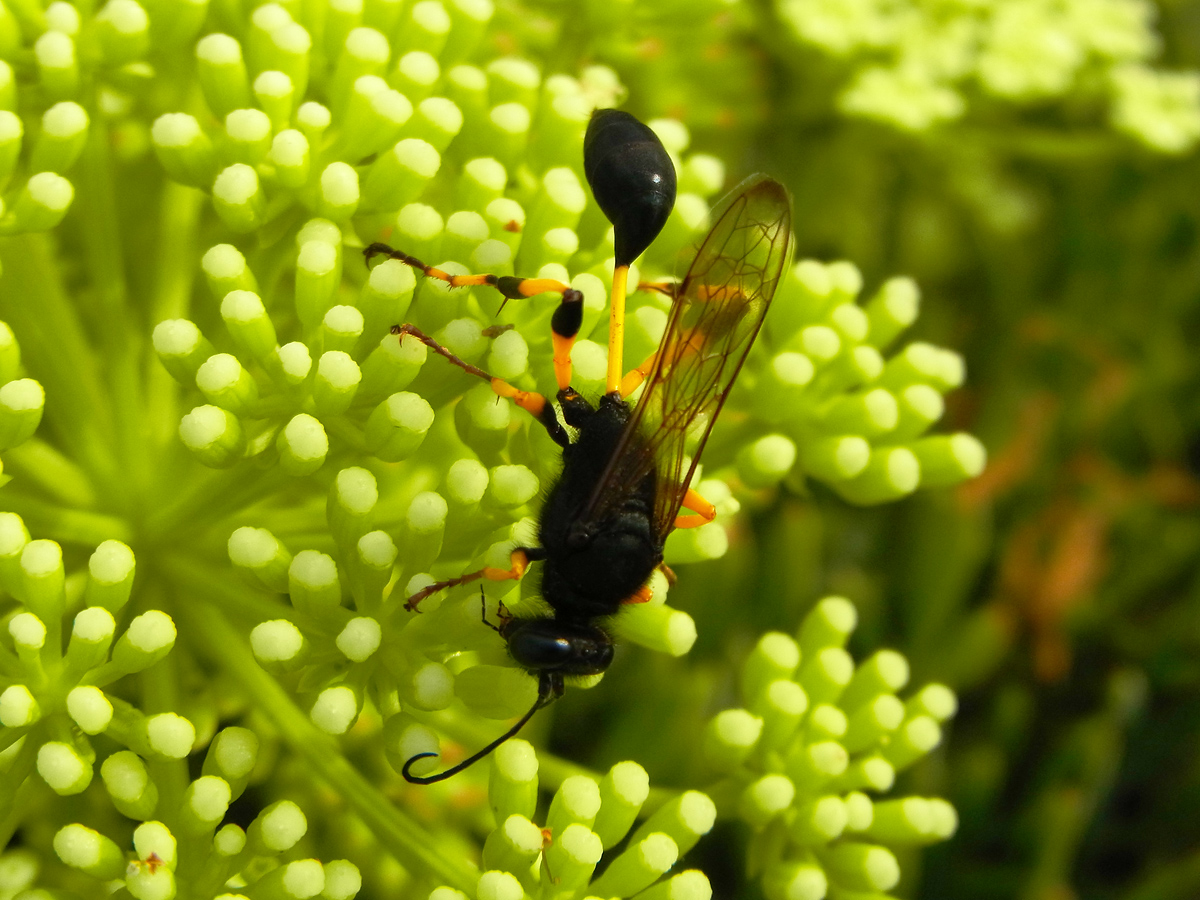